# Biserica evanghelică luterană slovacă din Nădlac
Biserica evanghelică luterană slovacă din Nădlac (slovacă Slovenský evanjelický luteránsky cirkevný zbor v Nadlaku) este o biserică monument istoric, cod LMI AR-II-m-B-00635, aflată în Nădlac, Piața Unirii, nr. 5.
Str. Nicolae Bălcescu, nr. 68. Biserica servește comunitatea luterană slovacă din parohia Nădlac. 
Biserica are circa 3000 de credincioși, preot fiind protopopul Ľudovít Bobcsok.

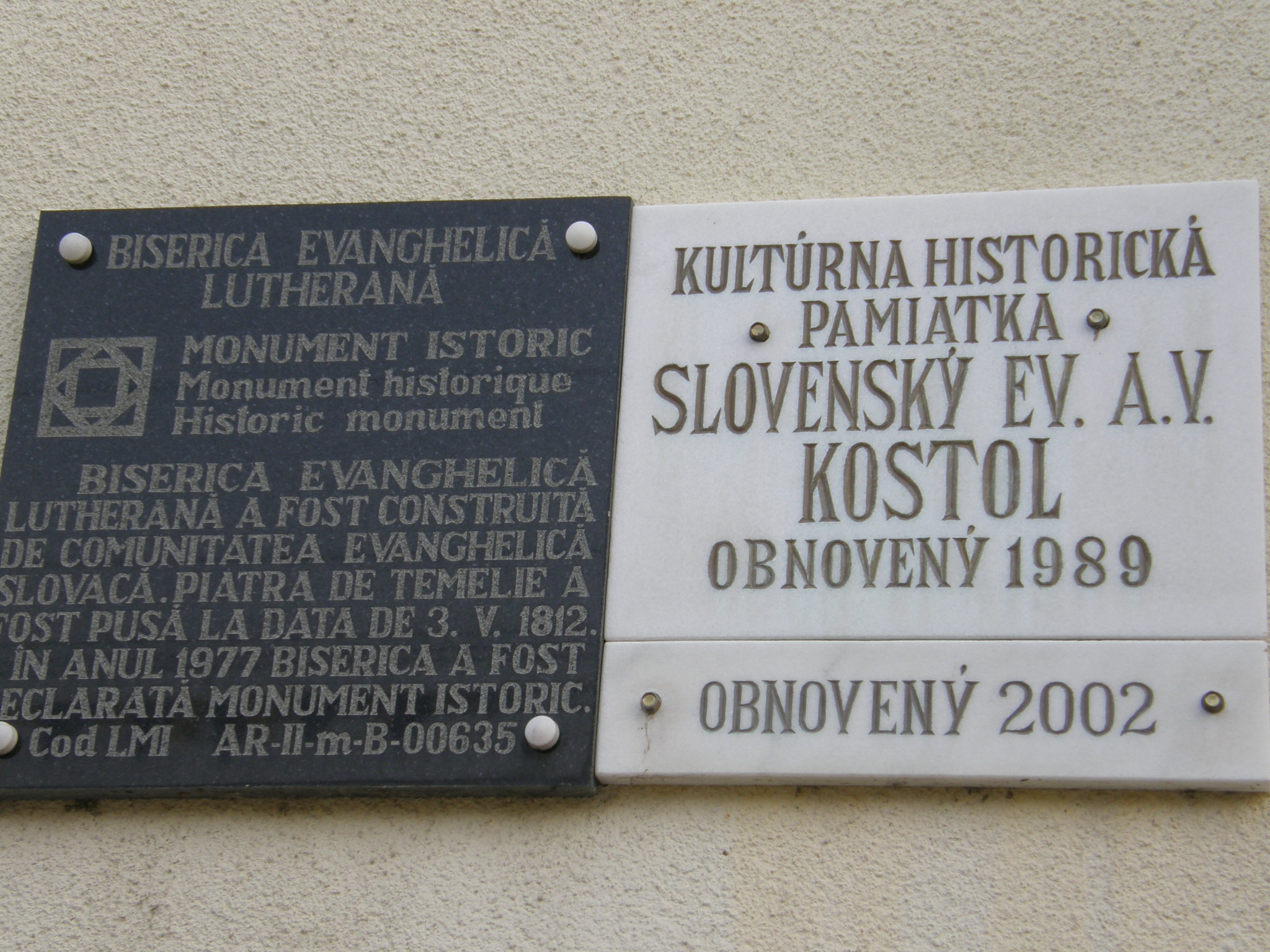
Placa monument istoric

## Istoric
Conform Tratatului de la Belgrad din 1739 granița Imperiului Otoman s-a mutat pe râul Sava și pe Dunăre. Ca urmare, în 1741 formațiile de grăniceri sârbi de pe Mureș au fost desființate și sârbilor li s-a propus să devină lucrători agricoli la moșierii maghiari. Sârbilor nu le-a convenit și majoritatea au emigrat în Rusia ca soldați sau s-au întors în Serbia ca grăniceri pe Dunăre. În urma plecării sârbilor moșiile duceau lipsă de mână de lucru, care însă prisosea la Totcomloș. Prin ordonanța nr. 14158/27 august 1800 s-a aprobat colonizarea slovacilor de acolo la Nădlac. Aceștia au început să se stabilească în Nădlac în 1803 și, fiind evanghelici, între 1812–1822 și-au construit o biserică impunătoare, asemănătoare cu cea din Totcomloș. Construcția bisericii a început prin punerea la 3 mai 1812 a pietrei de temelie și a fost terminată în 1822. Sfințirea ei s-a făcut la sărbătoarea Înălțării Domnului (16 mai) din același an. Biserica este dotată cu o orgă adusă din localitatea Kutná Hora.
Turnul bisericii a fost modificat în 1882, la înălțimea actuală, de 54 m, ajungând în 1895.

Imagini din biserică
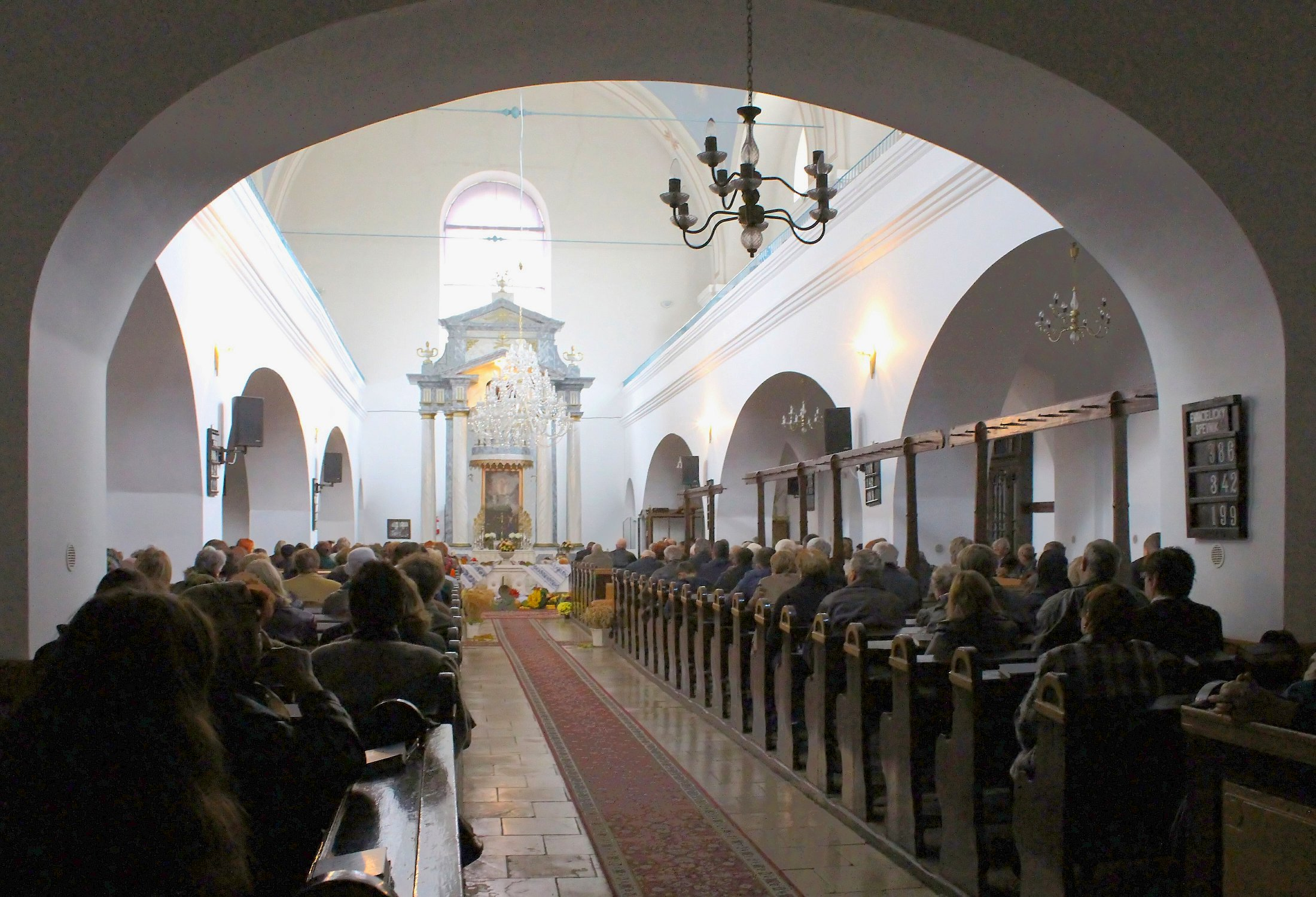
Slujbă religioasă
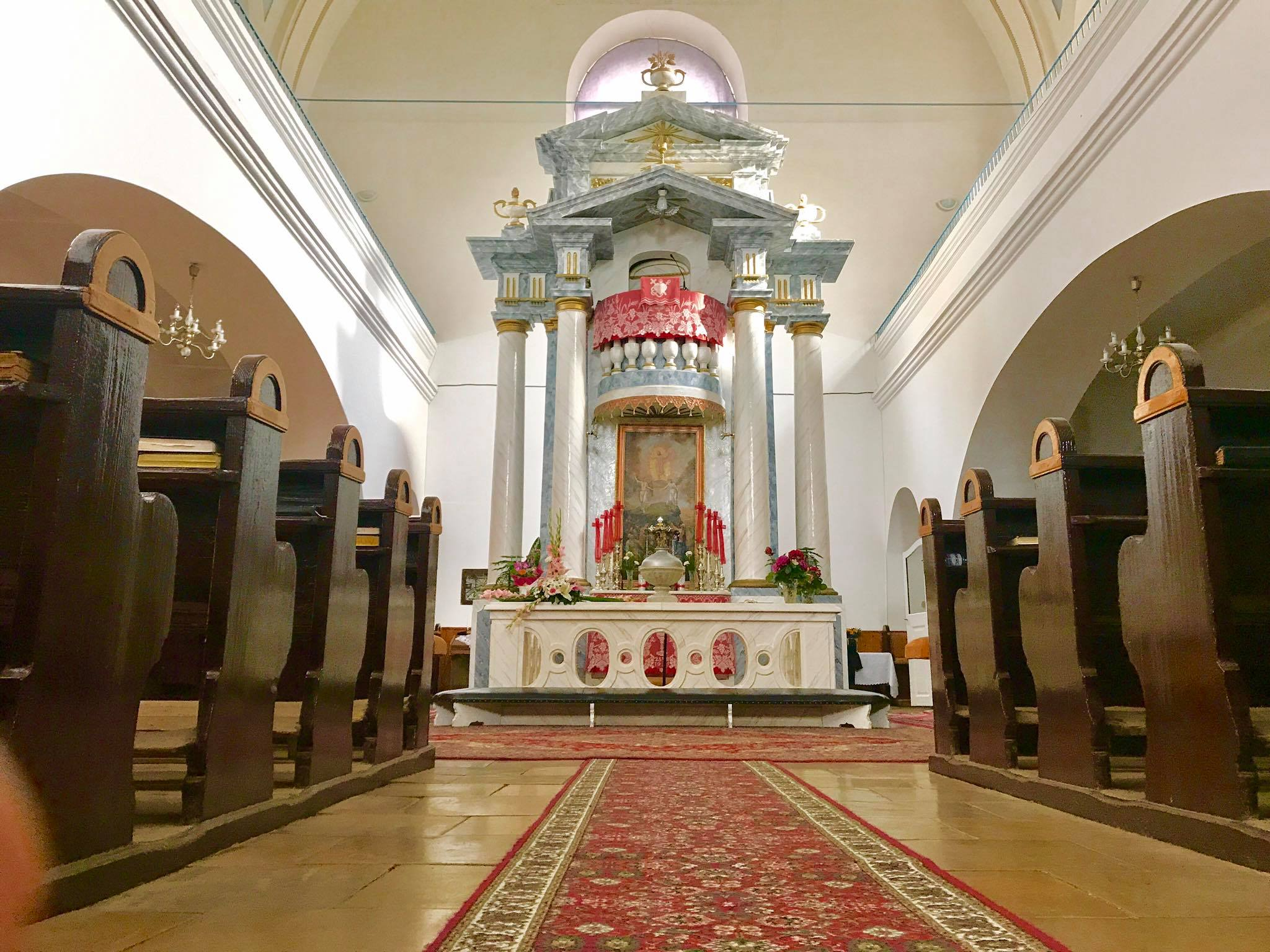
Interior
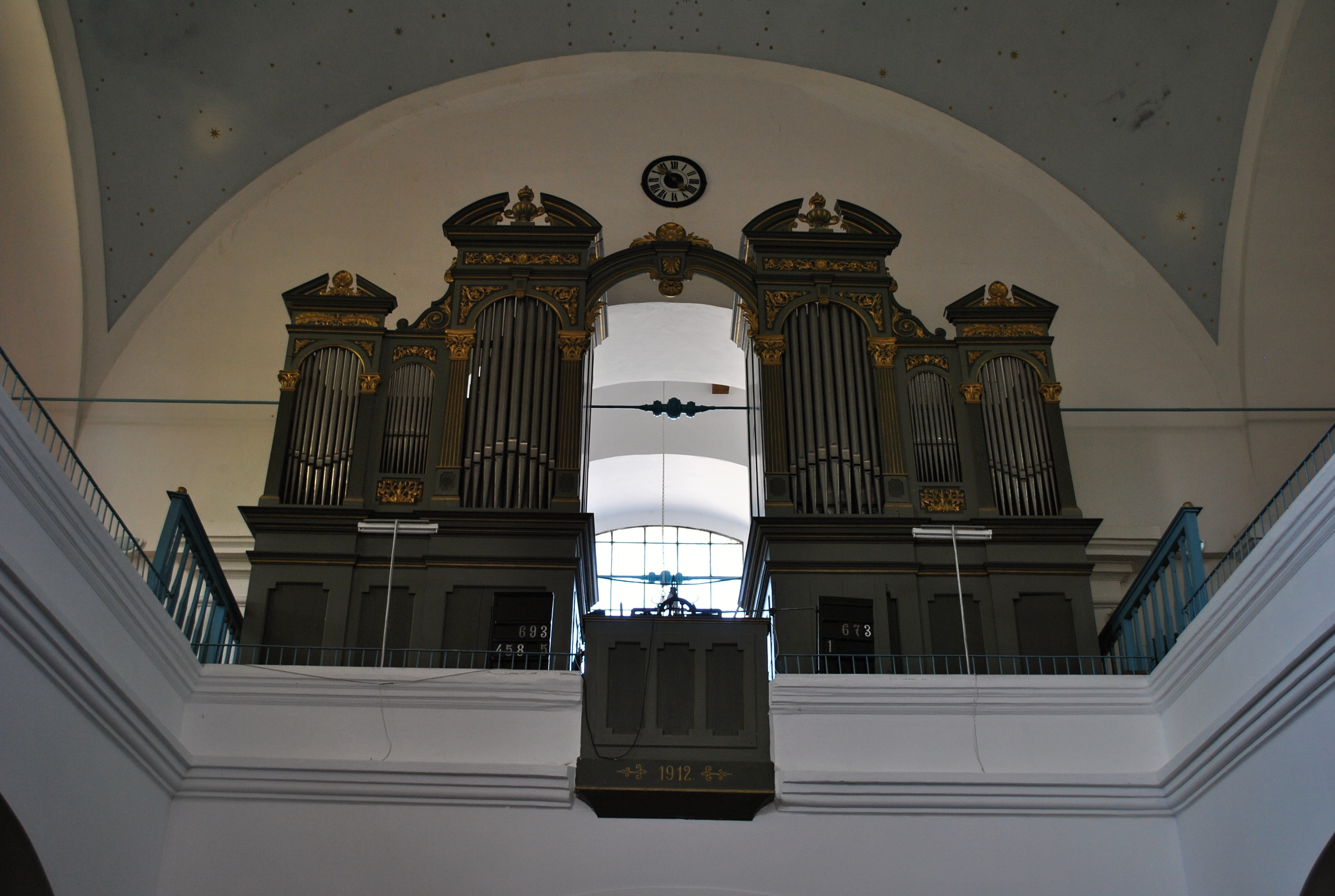
Orga

## Evenimente

### Aniversarea a 500 de ani de la Reformă
La 5–6 mai 2017 a fost sărbătorită aniversarea a 500 de ani de la Reforma Protestantă. La eveniment au participat toți cei trei episcopi ai Bisericii Evanghelice de Confesiune Augustană din Slovacia (sk): episcopul general Miloš Klátik (sk) și episcopii districtelor de vest Milan Krivda respectiv de est Slavomír Sabol. De asemenea, au participat episcopul Bisericii Evanghelice-Luterane din România Dezső Zoltán Adorjáni, vicarul general al Diecezei Romano Catolice de Timișoara Johann Dirschl, protopopul ortodox Axente-Flavius Petcuț din Arad și alți reprezentanți ai bisericilor din localitate și localitățile vecine. Între invitați au fost Peter Prochacka, vicepreședintele Oficiului pentru slovacii care trăiesc în străinătate și primarii orașelor partenere Nădlacului: Spišská Nová Ves, Jelšava și Pukanec  din Slovacia și Bački Petrovac (en) din Serbia, prefectul Aradului Cosmin Pribac, președintele Consiliului Județean Arad Iustin-Marinel Cionca-Arghir, președintele UDSCR Adrian Merka și reprezentanții locali: primarul Ioan Radu Mărginean, viceprimarul Dušan Šomrák și Alexandru Gros.
Programul manifestărilor a cuprins slujbele divine, în cadrul cărora au cântat corurile „Clubului inimilor Tinere” și „Cantate” ale bisericii evanghelice luterane din Nădlac și corul bisericii ortodoxe din Nădlac, o expoziție despre cei 500 de ani ai Reformei, o conferință unde au fost prezentate comunicări științifice între care expunerea „Influența Reformei asupra Nădlacului și a Ținuturilor de Jos” susținută de Juraj Dušan Vanko, înmânare de medalii comemorative și diplome de excelență. La eveniment au participat cu programe culturale, fanfarele „Mostárenka” și cea a Liceului de Artă din Brezno, fanfara „Nadlačanka” și ansamblul folcloric „Salašan” din Nadlac, iar Janko Siroma din Vârșeț a susținut un concert de orgă. În încheierea programului a fost dezvelită o placă comemorativă în amintirea acestei manifestări, amplasată lângă intrarea de la nord a bisericii.
Ceremonia a fost salutată prin scrisori de președintele României Klaus Iohannis, președintele Republicii Slovace Andrej Kiska, Casa Regală a României și de alte instituții de cultură și de stat din România și Slovacia.

## Varia

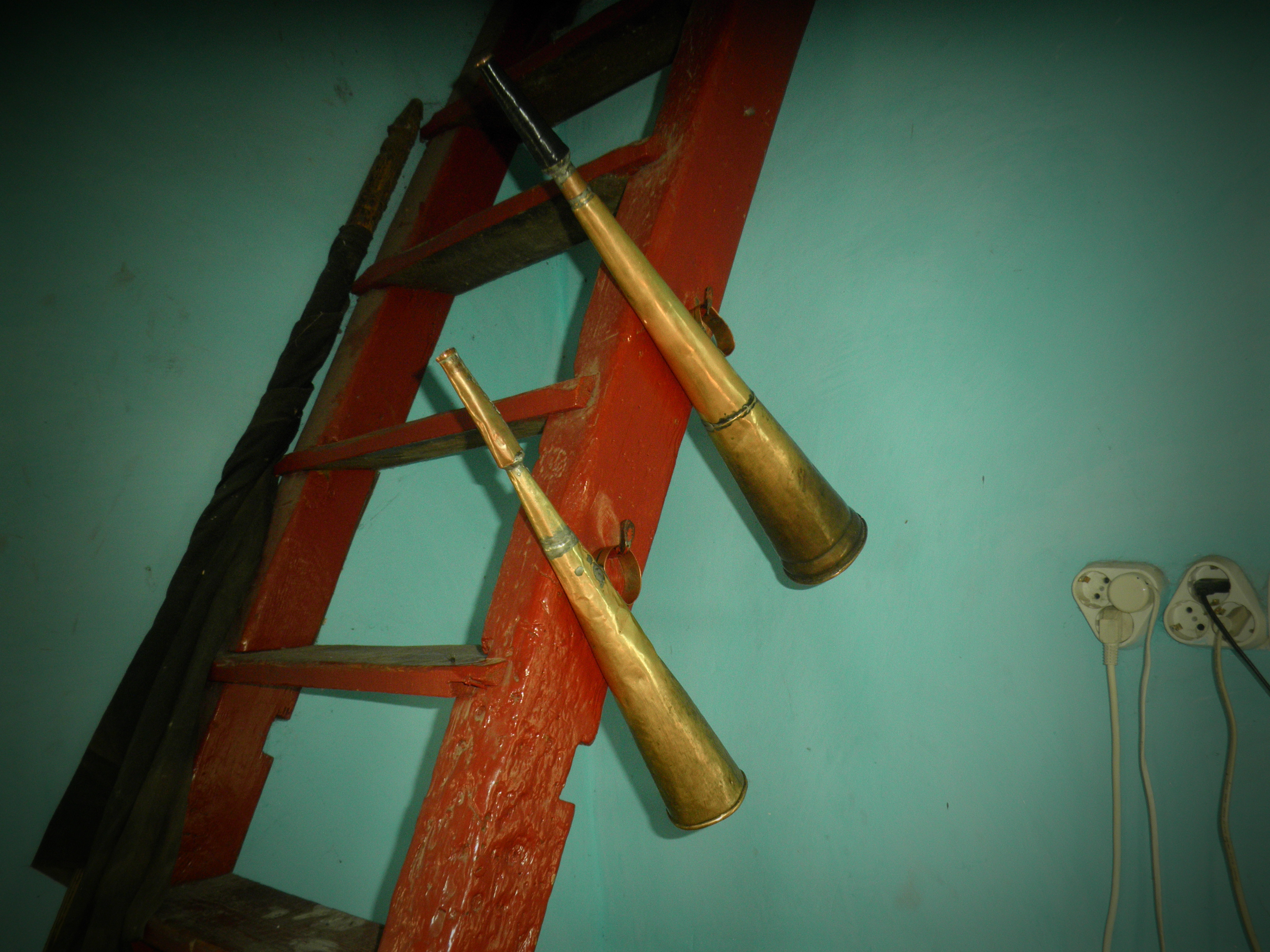
Trompete cu care se anunţă sferturile de oră

Turnul era și este folosit și pentru alarmarea în caz de incendiu, dispunând aproape de vârf de o cameră de observare înconjurată de o pasarelă. În caz că paznicul observa fum, se dădea alarma prin tragerea unui clopot în mod specific, iar pe pasarela turnului, la mijlocul laturii, sau în colțul corespunzător, se arbora ziua un steag negru, iar noaptea un felinar. Vechiul obicei slovac cerea ca paznicul să facă un rond pe pasarelă la fiecare sfert de oră. În cursul rondului, cu excepția orelor întregi, bătute de clopot, sferturile de oră erau semnalate de paznic cu ajutorul unei trompete de aramă.